# José María Villalta
José María Villalta, né le 13 août 1977 à San José, est un homme politique costaricien. 

## Biographie
Avocat, membre du Front large (gauche) et se réclamant de l'écologie politique, il est élu député de la province de San José en 2010 et occupe le seul siège pour son parti jusqu'aux élections de 2014, quand le Front large obtient neuf élus. De son côté, Villalta est candidat à l'élection présidentielle où il termine à la troisième place avec 17,14 % des voix. En 2018, il redevient le seul député de son parti avant d'être à nouveau candidat du Front large lors de la présidentielle de 2022. 